# LG X4 (2019)
LG X4 (2019)는 LG전자가 2019년 2월 공개한 보급형 안드로이드 스마트폰이자 LG X 시리즈의 2019년형 모델이다. 해외에서는 LG K40이라는 이름으로 출시되었다.

## 운영 체제
LG X4 (2019)는 안드로이드 8.1 오레오를 탑재하여 출시되었다. 이후 안드로이드 9 파이를 탑재하여 출시되었다.

## 기능

### 오디오

#### Hi-Fi Quad DAC
DAC(Digital to Analog Converter)은 디지털 신호를 사람이 들을 수 있는 아날로그 신호로 변환해주는 장치이다. 이 중 쿼드 DAC는 디지털 신호의 잡음을 최대 50%까지 감소시켜서 원음에 가까운 소리를 낼 수 있게 해 준다. ESS 사의 Sabre 쿼드 DAC가 적용되었으며, 전작과 동일하게 24비트는 물론, 32비트 음원을 재생할 수 있다.  영국의 오디오 전문 기업인 메리디안 사의 튜닝을 받았다. 추가적으로 멜론이나 스포티파이 같은 음악 스트리밍 서비스에서 고음질 음원을 들을 때 데이터를 덜 소모하게 해주는 MQA 포맷을 지원한다.

#### 라이팅 쇼
라이팅 쇼는 재생되는 음악에 맞춰서 LED 플래시를 깜빡여서 미러볼처럼 반짝이게 해주는 기능이다.

#### DTS:X 입체 음향
LG전자는 오디오 전문 기업인 엑스페리와의 독점 파트너쉽을 통해 영화, 음악 등을 감상할 때 더 생생한 소리를 들을 수 있는 DTS:X 3D 입체 음향 기능을 지원한다. 와이드, 왼쪽, 오른쪽 총 3가지의 모드로 설정할 수 있으며 이어폰을 끼면 최대 7.1 채널의 입체 음향을 들을 수 있다. 이어폰을 끼지 않고 스피커로 소리를 들을 때에도 3D 입체 음향을 느낄 수 있다. 전용 콘텐츠뿐만 아니라 기본 음악 앱이나 비디오 앱 이외에도 어떤 콘텐츠의 종류에 상관없이 입체 음향 설정을 적용할 수 있다.

### 카메라

#### AI 카메라
AI 카메라는 실행 시 AI가 피사체를 인식한 후 알아서 그에 맞는 색감, 반사광, 채광 등을 가진 촬영 모드를 추천해주는 기능이다. 인식하는 도중 "여자", "풍경" 등의 피사체의 정보가 담긴 단어가 화면에 뜨며, 터치 한 번으로 추천 모드를 실행할 수 있게 버튼을 띄워준다. 반려동물, 일출, 일몰, 풍경, 도시 등 총 19개의 촬영 대상을 인식할 수 있다. 이번 LG V40 ThinQ부터는 촬영 모드를 추천해주는 것을 넘어서 대상에 맞는 색감이나 화이트벨런스를 자동으로 조절해주는 기능이 생겼다. 또한 사람을 인식하면 삼분할법을 이용해 구도를 추천해주는 AI 구도 추천과 움직임이 많은 대상을 감지하면 자동으로 셔터 스피드를 조정해 선명한 사진을 찍을 수 있게 해주는 AI 동작 인식 기능이 추가되었다. 그리고 저조도 상황에서 자동으로 밝기를 높여주는 AI 저조도 촬영 기능도 있다.

#### 아웃포커스
아웃포커스는 원하는 대상을 선택한 후, 그 대상을 제외한 나머지 배경을 흐리게 하여 대상을 더욱 강조하여 촬영할 수 있는 기능이다. 전면 카메라에서는 듀얼 렌즈 구성을 통해 기존의 배경을 흐리는 효과 외에도 배경화면을 추가하거나 후면 카메라의 사진을 배경화면으로 추가할 수 있는 효과가 추가되었다. 또한 후면 카메라에서도 사진 촬영 시에 배경을 흐리는 아웃포커스 기능을 적용할 수 있다. 다만, 동영상 아웃포커스 기능은 적용되지 않았다.

#### 구글 렌즈
구글 렌즈는 구글 어시스턴트를 기반으로 카메라에 포착된 피사체를 인식해 검색 결과를 찾아주는 기능이다. 책, 사물, QR 코드 등 다양한 것을 검색할 수 있다. 삼성전자의 빅스비 비전, LG전자의 Q렌즈와 유사한 기능이다.

### 멀티테스킹

#### 구글 어시스턴트 키
LG전자는 구글과의 협력을 통해 구글 사의 인공지능인 구글 어시스턴트를 바로 실행할 수 있는 구글 어시스턴트 키를 기기의 좌측면 음량조절 버튼 아래에 추가했다. 구글 어시스턴트 키를 길게 한 번만 누르면 구글 어시스턴트를 호출할 수 있고, 빠르게 두 번 누르면 구글 렌즈 기능을 실행할 수 있다. LG전자에서는 사용자들이 구글 어시스턴트 키를 통해 구글 어시스턴트를 워키토키(무전기)처럼 사용할 수 있다고 밝혔다.

### 기타
LG X4 2019는 일체형 배터리가 적용되었으며 미군에서 진행하는 내구성 테스트인 MIL-STD 810G 통과 인증을 받았다.

#### LG 페이
LG 페이는 2017년 6월 1일, G6 32GB와 G6+ 출시와 함께 추가된 LG전자의 모바일 결제 서비스이다. 경쟁 중인 서비스는 애플 페이와 삼성 페이이며, 결제 방식으로는 NFC (근거리 무선 통신)와 MST (마그네틱 보안전송) 방식을 지원한다.

#### 생체인식
LG X4 (2019)는 전작들이 지원하는 패턴, 노크온, 에이리어 타입 지문인식을 모두 지원한다. 다만 LG전자 측에서는 전작들과 마찬가지로 보안이 취약할 수 있기 때문에 패턴, 노크온, 지문인식을 사용하길 권장했다.

## 색상
- 뉴 오로라 블랙
- 뉴 모로칸 블루
- 뉴 플래티넘 그레이

## 경쟁 기종
- 삼성 갤럭시 와이드4
- 삼성 갤럭시 A30
- 삼성 갤럭시 M40

## 같이 보기
- LG X 시리즈
- LG X6
- LG X2
- LG X4